# Aaron Friedberg
Aaron Friedberg (Pittsburgh, 1956) is een Amerikaans politiek adviseur en schrijver.

## Biografie
Friedberg studeerde en doctoreerde in Bestuurskunde aan Harvard tot 1986. Sinds 1999 is hij verbonden aan Princeton als professor internationale betrekkingen.
Tussen 2003 en 2005 was hij adviseur nationale veiligheid van vicepresident Dick Cheney

## Publicaties (selecties)
Hij publiceerde meerdere boeken over strategische onderwerpen met betrekking tot de VS, Azië en de koude oorlog. 
- In the Shadow of the Garrison State (2000)
- A Contest for Supremacy (2011)
- Beyond the Euro Crisis: Implications for U.S. Strategy (2012)
- Next Generation Perspectives on the Future of Asian Security (2015)
- Getting China wrong (2022)